# Aphanistes bellicoides
Aphanistes bellicoides är en stekelart som beskrevs av Tohru Uchida 1958. Aphanistes bellicoides ingår i släktet Aphanistes och familjen brokparasitsteklar. Inga underarter finns listade i Catalogue of Life.